# (6746) Zagar
(6746) Zagar es un asteroide perteneciente al cinturón de asteroides, descubierto el 9 de julio de 1994 por el Equipo del Observatorio de San Vittore desde el propio observatorio, en Italia.

## Designación y nombre
(6746) Zagar se designó inicialmente como 1994 NP.
Más adelante fue nombrado en memoria de Francesco Zagar (1900-1976), profesor de astronomía en la Universidad de Milán y director del Observatorio Astronómico de Brera, presidente de la Comisión 31 de la IAU (1967-1970) y del Instituto Astronómico Italiano. Amante de la astronomía teórica, Zagar estudió el problema de los tres cuerpos, la órbita de Plutón, la estadística estelar, la dinámica estelar y la cosmogonía. Su libro Astronomia Sferica e Teorica sigue siendo ampliamente estudiado y ha sido reimpreso recientemente.

## Características orbitales
(6746) Zagar orbita a una distancia media del Sol de 2,600 ua, pudiendo acercarse hasta 2,185 ua y alejarse hasta 3,014 ua. Tiene una excentricidad de 0,160 y una inclinación orbital de 12,721 grados. Emplea en completar una órbita alrededor del Sol 1531,08 días.
Pertenece a la familia de asteroides de (15) Eunomia.

## Características físicas
Su magnitud absoluta es 12,79. Tiene 7,741 km de diámetro y su albedo se estima en 0,295.